# Nuklearunfall von Kramatorsk

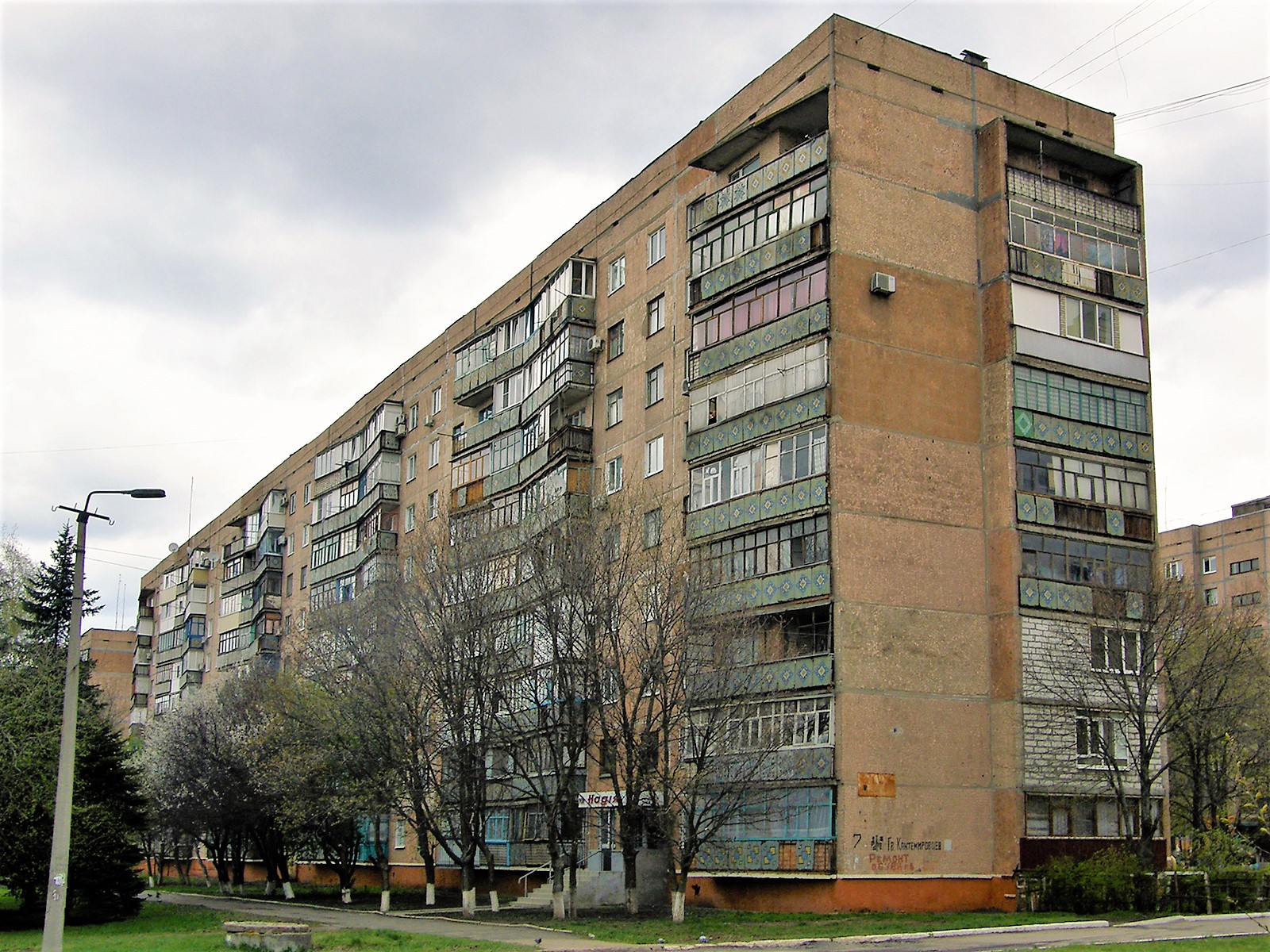
Haus 7, Hwardijziw-Kantemyriwziw-Straße, Kramatorsk, Oblast Donezk, Ukraine

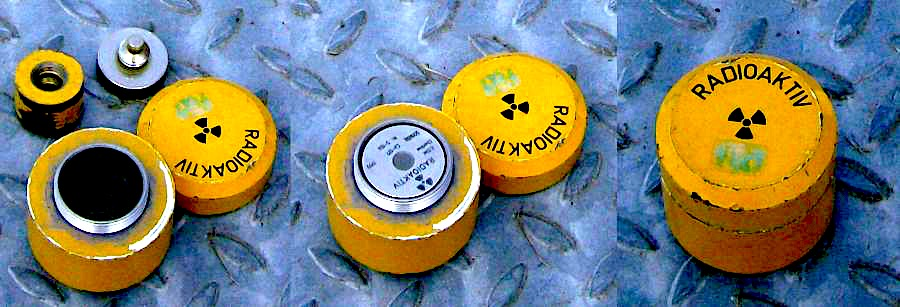
Caesium-137 Strahlenquelle

Der Nuklearunfall von Kramatorsk ereignete sich in der Zeit zwischen 1980 und 1989 in Kramatorsk in der Oblast Donezk der Ukrainischen Sozialistischen Sowjetrepublik.
Im Jahre 1989 wurde eine Kapsel mit stark radioaktivem Caesium-137 in der Betonmauer eines Wohnhauses gefunden. Die Strahlenquelle strahlte die signifikante Dosis Gammastrahlung von 1800 Röntgen (entspricht ca. 1,8 Gy) pro Jahr ab.

## Ursprung der Kapsel
Ende der 1970er Jahre ging im Steinbruch Karansk in der Oblast Donezk die Quelle der ionisierenden Strahlung vom Typ IGI-C-4 - Kapsel mit Cäsium-137 in der Aktivität 5,2×1010 Bq, also 1,4 Ci, verloren. Die Kapsel wurde in der Messvorrichtung (Radioisotopenpegelmesser) des Unternehmens bei der Herstellung von Schotter verwendet. Die Kapsel konnte nicht gefunden werden. Später stellte eine Untersuchungskommission fest, dass die Suche schlecht organisiert war. Das State Nuclear Regulatory Inspectorate of Ukraine (SNRIU) sieht das schlechte Sicherheitsniveau in der Anlage als Hauptursache des Vorfalls.

## Folgen
Während der 9 Jahre lebten 2 Familien in der Wohnung. Bis zu dem Zeitpunkt, als die Kapsel gefunden wurde, starben 6 Wohnungsbewohner bereits an Leukämie und 17 erhielten Strahlungsdosen in unterschiedlicher Höhe. Schon im Sommer 1981 war in einer der Wohnungen ein 18-jähriges Mädchen gestorben. Im folgenden Jahr starb ihr 16-jähriger Bruder, dann die Mutter. Eine weitere Familie zog in die Wohnung, deren jugendlicher Sohn 1987 starb. Der jüngere Sohn wurde schwer krank. Alle Opfer starben an Leukämie. Die Ärzte konnten die Ursache der Krankheit nicht feststellen und führten die Erkrankung auf eine erbliche Veranlagung zurück. 

## Fund und Beseitigung
Der Vater der zweiten Familie bat den Sanitäts- und Epidemiologischen Dienst, die Strahlenbelastung in der Wohnung zu überprüfen. Die Studie ergab gefährliche Strahlungswerte, insbesondere im Kinderzimmer, in der Wand der angrenzenden Wohnung und in der Wohnung darüber. Die Bewohner mussten die beiden Wohnungen verlassen. Die Strahlungsquelle befand sich innerhalb der Trennwand der Wohnungen. Es wurde keine Verbreitung von radioaktivem Material in Form von Staub festgestellt. Ein Teil der Mauer wurde herausgeschnitten und zum Kiewer Institut für Kernforschung gebracht, wo eine Kapsel mit Cäsium-137 gefunden wurde. Der Hersteller der Kapsel wurde durch seine Werksnummer identifiziert. Nach dem Entfernen der Quelle entsprach die Strahlenbelastung im Haus Nr. 7 der natürlichen Hintergrundstrahlung. 
Der Unfall ereignete sich in der Hwardijziw-Kantemyriwziw-Straße (Вул. Гвардійців Кантемирівців), Haus 7, Wohnung 85, zwischen Wohnung 85 und 52.
Koordinaten: 48° 44′ 3″ N, 37° 36′ 22″ O